# Miandrarivo
Miandrarivo – gmina (kaominina) i miasto na Madagaskarze, w regionie Vakinankaratra, w dystrykcie Faratsiho. W 2001 roku zamieszkana była przez 27 437 osób. Siedzibę administracyjną stanowi Miandrarivo.
Przez gminę przebiega droga prowincjonalna. Na jej obszarze funkcjonują m.in. szkoła pierwszego stopnia, szkoła drugiego stopnia pierwszego cyklu oraz poczta. 90% mieszkańców trudni się rolnictwem, 8% pracuje w sektorze hodowlanym, natomiast 2% w usługach. Produktami o największym znaczeniu żywnościowym są ryż oraz ziemniak.